# سی‌پی‌اف‌ال انرژیا

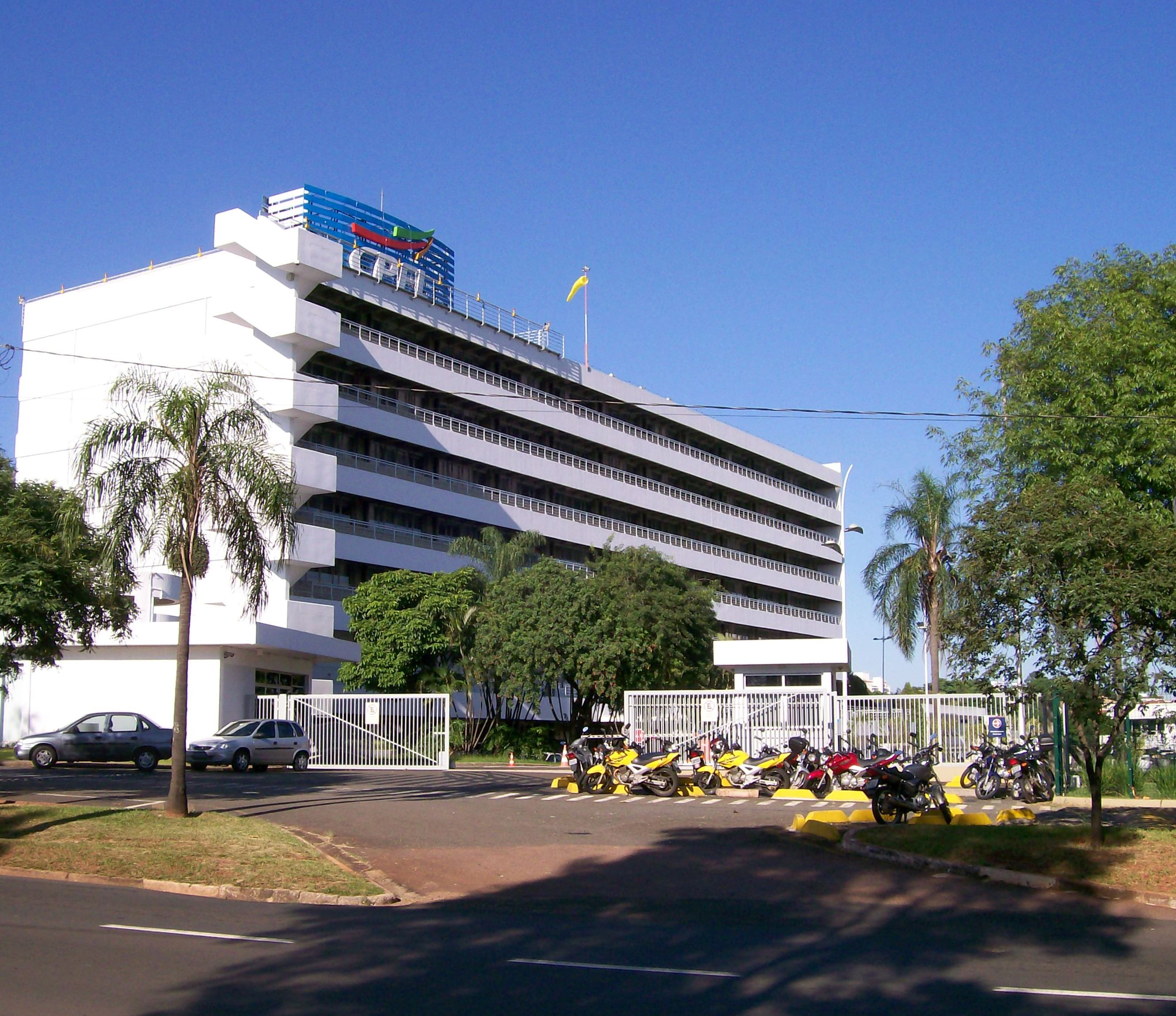
ساختمان مرکزی سی‌پی‌اف‌ال انرژیا

سی‌پی‌اف‌ال انرژیا (به پرتغالی: CPFL Energia) شرکت برق برزیلی است، که در زمینه توزیع و انتقال برق فعالیت می‌نماید و هم‌اکنون پس از شرکت‌های سمیگ و التروبراس سومین شرکت برق برزیل می‌باشد.
شرکت سی‌پی‌اف‌ال انرژیا در سال ۱۹۱۲ راه‌اندازی شد و در حال حاضر به بیش از ۱۸ میلیون نفر، انرژی الکتریکی عرضه می‌کند. دفتر مرکزی این شرکت در شهر کمپیناس، برزیل قرار دارد و بخشی از سهام آن در بازارهای بورس نیویورک و بورس سائوپائولو معامله می‌شود.